# Takács Zoltán (színművész)
Takács Zoltán (Győr, 1973. március 6. –) magyar színész, énekes.

## Életpályája
Győrben született, 1973. március 6-án. A Színház- és Filmművészeti Főiskolán 1989-ben végzett. 1991-től a Győri Nemzeti Színház tagja.

## Színházi szerepeiből
- William Shakespeare: Makrancos Kata... Péter – Pap
- Joseph Stein – Jerry Bock: Hegedűs a háztetőn... Misa
- Jaroslav Hašek – Spiró György: Svejk... szereplő
- Giacomo Puccini: Pillangókisasszony... Yamadori
- Dale Wasserman: La Mancha lovagja... borbély
- Kálmán Imre: Cirkuszhercegnő... Petrovics
- Erkel Ferenc: Hunyadi László... Egy hadnagy
- Wolfgang Amadeus Mozart: Figaro házassága... Don Basilio
- Wolfgang Amadeus Mozart: Varázsfuvola... Tamino
- Wolfgang Amadeus Mozart: Színigazgató... Vogelsang
- Giuseppe Verdi: Rigoletto... Borsa
- Giuseppe Verdi: Othello... Roderigo (velencei nemes)
- Huszka Jenő: Gül Baba... Müezzin
- Zerkovitz Béla – Szilágyi László: Csókos asszony... Náci (henteslegény)
- Frank Wildhorn: A Vörös Pimpernel... Fred (Ozzy)
- Frank Wildhorn: Jekyll és Hyde... szereplő
- Kodály Zoltán: Háry János... Második paraszt

## Filmek, tv
- Ki mit tud? (1993)